# Maníacos: culto del asesinato
Los Maníacos: culto del asesinato (en ruso Маньяки: культ убийства, y acortado comúnmente como M.K.U) es una organización terrorista neonazi que se adhiere a formas radicales de racismo y misantropía. Los miembros de la organización también practican su propia "Religión del asesinato". Existe la opinión de que "M.K.U." se adhiere a la política de aceleracionismo. De acuerdo con la ideología de M.K.U., la muerte es ascendida por una entidad divina que impulsa a los partidarios de la organización con sed de matar, realizando así una limpieza racial. La organización fue fundada por el neonazi ucraniano Egor Krasnov en 2017. La organización lleva a cabo actividades con la ayuda de células autónomas, coordinadas por Yegor Krasnov, en las ciudades de la Federación Rusa y Ucrania. Actividades de M.K.U. tiene como objetivo incitar al odio étnico, palizas, asesinatos, preparación de atentados terroristas y ejecuciones masivas.

## Actividades de la célula Dnieper
Cuando era adolescente, Yegor Krasnov se unió a organizaciones juveniles de derecha, donde encontró socios. Cuando Egor Krasnov fue expulsado de organizaciones por sus puntos de vista y acciones radicales, en 2017 él y sus asociados crearon el "M.K.U. Chat" y comenzaron las actividades extremistas. La célula Dnieper llevó a cabo asesinatos, palizas, intentos de asesinato de personas de apariencia no eslava y drogadictos. El 7 de noviembre de 2019, Al Massalmeh Mrshed fue atacado. En la noche del 27 de diciembre de 2019, Dmitry (quien pidió no dar su apellido) fue atacado porque Dmitry era drogadicto. Dmitry sobrevivió y posteriormente identificó a Yegor Krasnov, quien lo atacó, identificándolo por sus tatuajes. El 10 de diciembre de 2020, Yegor Krasnov fue detenido y actualmente se encuentra en un centro de detención preventiva.

## Actividades del MKU
En la Federación Rusa, se abrieron 10 casos penales contra Yegor Krasnov bajo el artículo “asesinato”. La primera célula rusa de M.K.U. Supuestamente fue creado en 2018. Los videos filmados por los propios neonazis registraron tres episodios filmados en San Petersburgo. En el primer ataque, un hombre fue golpeado cerca de la estación del Instituto Tecnológico, en el segundo, es golpeado en un lugar desconocido y el tercero, un hombre recibe un disparo con una pistola de bengalas.
- En diciembre de 2020, Andrei S. fue detenido en Tambov, se disponía a volar un edificio. Durante una búsqueda en su apartamento alquilado, se encontraron componentes para crear explosivos.[11]
- A fines de enero de 2021, el moscovita Aleksey Narzyaev, de 25 años, coordinador de M.K.U. en la Federación Rusa.[12]

Posteriormente, hubo una serie de detenciones de simpatizantes del MKU:
- El 18 de febrero de 2021, el FSB detuvo a tres presuntos simpatizantes del MKU acusados de incitar al odio étnico y preparar atentados terroristas y masacres. Los propios detenidos niegan su culpabilidad y se asocian con la organización nacionalista "Cuerpo Ruso".[2][13]
- El 19 de marzo se produjeron nuevas detenciones de presuntos simpatizantes del MKU. 13 personas fueron detenidas en Gelendzhik, y otra en Yaroslavl. Según informes de los medios rusos, los miembros de la M.K.U. de Gelendzhik golpearon a las personas que llevaban un "estilo de vida asocial", filmaron las palizas y luego publicaron estos videos en Internet. Como muestra de fidelidad a "M.K.U." miembros de la célula quemaron una copia de la Bandera de la Victoria.[14][15][16]
- 29 de abril de 2021, agentes del FSB detuvieron a 16 presuntos simpatizantes de M.K.U. en 9 ciudades de la Federación Rusa: Irkutsk, Krasnodar, Saratov, Tambov, Tyumen, Chitá, Anapa, Púshchino, región de Moscú, Pereslavl-Zaleski, región de Yaroslavl. Según el Comité de Investigación de la Federación Rusa, están involucrados en la comisión de delitos violentos, la promoción del extremismo, así como la preparación para volar edificios administrativos de organismos gubernamentales y ataques armados contra ciudadanos. Los detenidos fueron coordinados por Yegor Krasnov, quien se encontraba en ese momento en un centro de detención preventiva.[17][5][18]
- 1 de julio de 2021, siete simpatizantes del MKU fueron detenidos en Belgorod. Según el FSB, los miembros del grupo pretendían llevar a cabo ataques contra agentes del orden y civiles. Durante los allanamientos se les decomisó armas blancas y material extremista, y también se halló un laboratorio de drogas.[19][18]
- 13 de diciembre de 2021, 106 miembros de los simpatizantes del grupo juvenil neonazi "M.K.U." son arrestados en 37 regiones de Rusia. El FSB llevó a cabo medidas de búsqueda operativa y acciones de investigación en su contra.[18][16][20][21]
- 30 de marzo de 2022: En una serie de redadas fueron arrestados 60 simpatizantes del MKU, decomizando escopetas,municiones, armas artesanales, cuchillos, celulares, así como fotos, vídeos e instrucciones para hacer explosivos.[18][22]
- El 7 de mayo de 2022, el Ministerio del Interior y el  FSB detuvieron a simpatizantes del grupo que se preparaba para llevar a cabo ataques terroristas y asesinatos de personas sin hogar en el Día de la Victoria. Según las fuerzas del orden, los participantes planeaban matar y quemar a personas sin hogar y publicar videos en Internet para intimidar a la población.

También conocido sobre el partidario de "M.K.U." Inna Belesikova, utilizó una bombona de gas como arma contra un trabajador de una tienda de shawarma y luego atacó a un hombre con un cuchillo, siendo arrestada más tarde.

## Actividades deL M.K.U. en Internet
Partidarios de M.K.U. tienen su propio canal de Telegram, que sube videos con ataques a personas y llama a la lucha armada. Los videos se procesan en un estilo sombrío, usan melodías psicodélicas y se superponen con música Horrorcore (Skabbibal), Murdercore (Cold Blood Murders), también hay videos de MCU con música moderna (generalmente GSPD, con menos frecuencia clips depelículas porno). Más de 50 casos de ataques fueron presenciados en los videos. Básicamente, en el video, son pateados y apuñalados. Se exponen imágenes de carácter extremista, pintadas con la mención de "M.K.U" y llamamientos a la acción violenta.
El 3 de junio de 2021, se publicó una investigación global de la organización MKU en el canal de televisión ruso NTV, en la que los exmiembros del grupo (Inna Belisikova, Evgeny Talykov, etc.) dieron sus testimonios.